# Molophilus (Molophilus) priapoides
Molophilus (Molophilus) priapoides is een tweevleugelige uit de familie steltmuggen (Limoniidae). De soort komt voor in het Palearctisch gebied.